# David Boéri
Pour les articles homonymes, voir Boéri.
David Boéri, né à Uccle (Belgique) le 13 octobre 1971, est un journaliste français.

## Biographie
David Boéri sort diplômé de l'école de journalisme le CELSA en 1995. Il rejoint BFM radio en septembre 1996. En février 2000, il arrive au service économie de France 2.
De 2000 à 2010, il présente sur France 2, les journaux télévisés du matin dans le cadre de l'émission Télématin, en alternance notamment avec Olivier Galzi.
Il a été également l'un des jokers de la chaîne pour le journal de 13H00, du lundi 25 juillet 2005 à 2010.
À partir de 2011, il devient chef adjoint au service économie et social de la rédaction de France 3.
En août 2014, il présente durant 3 semaines les 12/13 et 19/20 du week-end sur France 3. En mars et juin 2015, il présente à nouveau régulièrement les 12/13 en semaine et les 12/13 et 19/20 le week-end. Depuis mars 2016, il est éditorialiste au sein du service économie de France Télévisions.
Le vendredi 30 juillet 2021 et le week-end du 31 juillet 2021 et du 1er août 2021, il présente le journal de 13h et de 20h sur France 2 en remplacement de Leila Kadour et de Laurent Delahousse.
Début août 2022, il est aux commandes du journal de 13h pendant les congés de Julien Benedetto.